# Coppa asiatica femminile di pallavolo 2010
La II Coppa asiatica femminile di pallavolo si è svolta a Taicang, in Cina, dal 19 al 25 settembre 2010. Al torneo hanno partecipato 8 squadre nazionali asiatiche e oceaniane e la vittoria finale è andata per la seconda volta consecutiva alla Cina.

## Gironi
| Girone A                           | Girone B                                  |
| ---------------------------------- | ----------------------------------------- |
| Cina Corea del Sud Kazakistan Iran | Thailandia Giappone Taipei cinese Vietnam |

## Fase finale

### Finali 1º e 3º posto
|  | Quarti        | Quarti        |            |               | Semifinali         | Semifinali         |  |  | Finale 1º/2º posto | Finale 1º/2º posto |
|  |               |               |            |               |                    |                    |  |  |                    |                    |
|  |               |               |            |               |                    |                    |  |  |                    |                    |
|  |               |               |            |               |                    |                    |  |  |                    |                    |
|  | Giappone      | 3             |            |               |                    |                    |  |  |                    |                    |
|  | Giappone      | 3             |            |               |                    |                    |  |  |                    |                    |
|  | Kazakistan    | 0             |            |               |                    |                    |  |  |                    |                    |
|  | Kazakistan    | 0             | Cina       | 3             |                    |                    |  |  |                    |                    |
|  |               |               | Cina       | 3             |                    |                    |  |  |                    |                    |
|  |               | Giappone      | 0          |               |                    |                    |  |  |                    |                    |
|  | Cina          | Giappone      | 0          | 3             |                    |                    |  |  |                    |                    |
|  | Cina          |               |            | 3             |                    |                    |  |  |                    |                    |
|  | Vietnam       | 0             |            |               |                    |                    |  |  |                    |                    |
|  | Vietnam       | 0             | Cina       | 3             |                    |                    |  |  |                    |                    |
|  |               |               | Cina       | 3             |                    |                    |  |  |                    |                    |
|  |               | Thailandia    | 0          |               |                    |                    |  |  |                    |                    |
|  | Corea del Sud | Thailandia    | 0          | 3             |                    |                    |  |  |                    |                    |
|  | Corea del Sud |               |            | 3             |                    |                    |  |  |                    |                    |
|  | Taipei cinese | 0             |            |               |                    |                    |  |  |                    |                    |
|  | Taipei cinese | 0             | Thailandia | 3             | Finale 3º/4º posto | Finale 3º/4º posto |  |  |                    |                    |
|  |               |               | Thailandia | 3             | Finale 3º/4º posto | Finale 3º/4º posto |  |  |                    |                    |
|  |               | Corea del Sud | 2          |               |                    |                    |  |  |                    |                    |
|  | Thailandia    | Corea del Sud | 2          | 3             | Giappone           | 0                  |  |  |                    |                    |
|  | Thailandia    |               |            | 3             | Giappone           | 0                  |  |  |                    |                    |
|  | Iran          | 0             |            | Corea del Sud | 3                  |                    |  |  |                    |                    |
|  | Iran          | 0             |            |               | 3                  |                    |  |  |                    |                    |
|  |               |               |            |               |                    |                    |  |  |                    |                    |
|  |               |               |            |               |                    |                    |  |  |                    |                    |

### Finali 5º e 7º posto
|  | Semifinali 5º/8º posto | Semifinali 5º/8º posto | Semifinali 5º/8º posto |            |               | Finale 5º/6º posto | Finale 5º/6º posto | Finale 5º/6º posto |  |
|  |                        |                        |                        |            |               |                    |                    |                    |  |
|  | Iran                   | Iran                   | 0                      |            |               |                    |                    |                    |  |
|  | Iran                   | Iran                   | 0                      |            |               |                    |                    |                    |  |
|  | Taipei cinese          | Taipei cinese          | 3                      |            |               |                    |                    |                    |  |
|  | Taipei cinese          | Taipei cinese          | 3                      |            | Taipei cinese | Taipei cinese      | 2                  |                    |  |
|  |                        |                        |                        |            | Taipei cinese | Taipei cinese      | 2                  |                    |  |
|  |                        |                        | Kazakistan             | Kazakistan | 3             |                    |                    |                    |  |
|  | Vietnam                | Vietnam                | Kazakistan             | Kazakistan | 3             | 0                  |                    |                    |  |
|  | Vietnam                | Vietnam                |                        |            |               | 0                  |                    |                    |  |
|  | Kazakistan             | Kazakistan             | 3                      |            |               | Finale 7º/8º posto | Finale 7º/8º posto | Finale 7º/8º posto |  |
|  | Kazakistan             | Kazakistan             | 3                      |            |               |                    |                    |                    |  |
|  |                        |                        |                        |            |               |                    |                    |                    |  |
|  |                        |                        |                        |            |               | Iran               | Iran               | 0                  |  |
|  |                        |                        |                        |            |               | Iran               | Iran               | 0                  |  |
|  |                        |                        |                        |            |               | Vietnam            | Vietnam            | 3                  |  |

## Podio

### Campione
Formazione: 1 Wang Yimei, 2 Zhang Lei, 4 Shen Jingsi, 7 Zhang Xian, 8 Wei Qiuyue, 10 Li Juan, 11 Xu Yunli, 12 Xue Ming, 14 Chen Liyi, 15 Ma Yunwen, 16 Bian Yuqian, 18 Fan Linlin, CT: Yu Juemin

### Secondo posto
Formazione: 1 Piyanut Pannoy, 3 Rasamee Supamool, 5 Pleumjit Thinkaow, 6 Onuma Sittirak, 8 Utaiwan Kaensing, 10 Wilavan Apinyapong, 11 Amporn Hyapha, 12 Kamonporn Sukmak, 13 Nootsara Tomkom, 15 Malika Kanthong, 18 Em-orn Phanusit, 19 Tapaphaipun Chaisri, CT: Kiattipong Radchatagriengkai

### Terzo posto
Formazione: 3 Han Soo-ji, 4 Kim Sa-nee, 5 La Hea-won, 7 Kim Min-Ji, 8 Nam Jie-youn, 9 Yim Myung-ok, 10 Kim Yeon-koung, 11 Han Yoo-mi, 12 Han Song-yi, 15 Kim Se-young, 17 Yang Hyo-jin, 19 Kim Hee-jin, CT: Park Sam-ryong

## Classifica finale
| Classifica | Squadre       | Qualificazione        |
| ---------- | ------------- | --------------------- |
|            | Cina          |                       |
|            | Thailandia    | World Grand Prix 2011 |
|            | Corea del Sud | World Grand Prix 2011 |
| 4          | Giappone      |                       |
| 5          | Kazakistan    |                       |
| 6          | Taipei cinese |                       |
| 7          | Vietnam       |                       |
| 8          | Iran          |                       |